# Medaglia della Bosnia
La medaglia della Bosnia (in turco: Osmanlı Bosna Madalyası) fu una medaglia militare conferita dal sultano Abdülmecid I ai soldati dell'impero ottomano che presero parte alla campagna militare nella Bosnia nel 1850.

## Insegne
- La  medaglia consisteva in un disco d'argento riportante sul diritto il tughra del sultano ottomano. Sul retro si trovava la raffigurazione di una mezzaluna con una stella e sotto un cartiglio con la scritta "Bosnia" in arabo e l'indicazione dell'anno 1267 del calendario islamico.
- Il nastro era rosso con una striscia verde per parte.